# Action catholique de la jeunesse belge

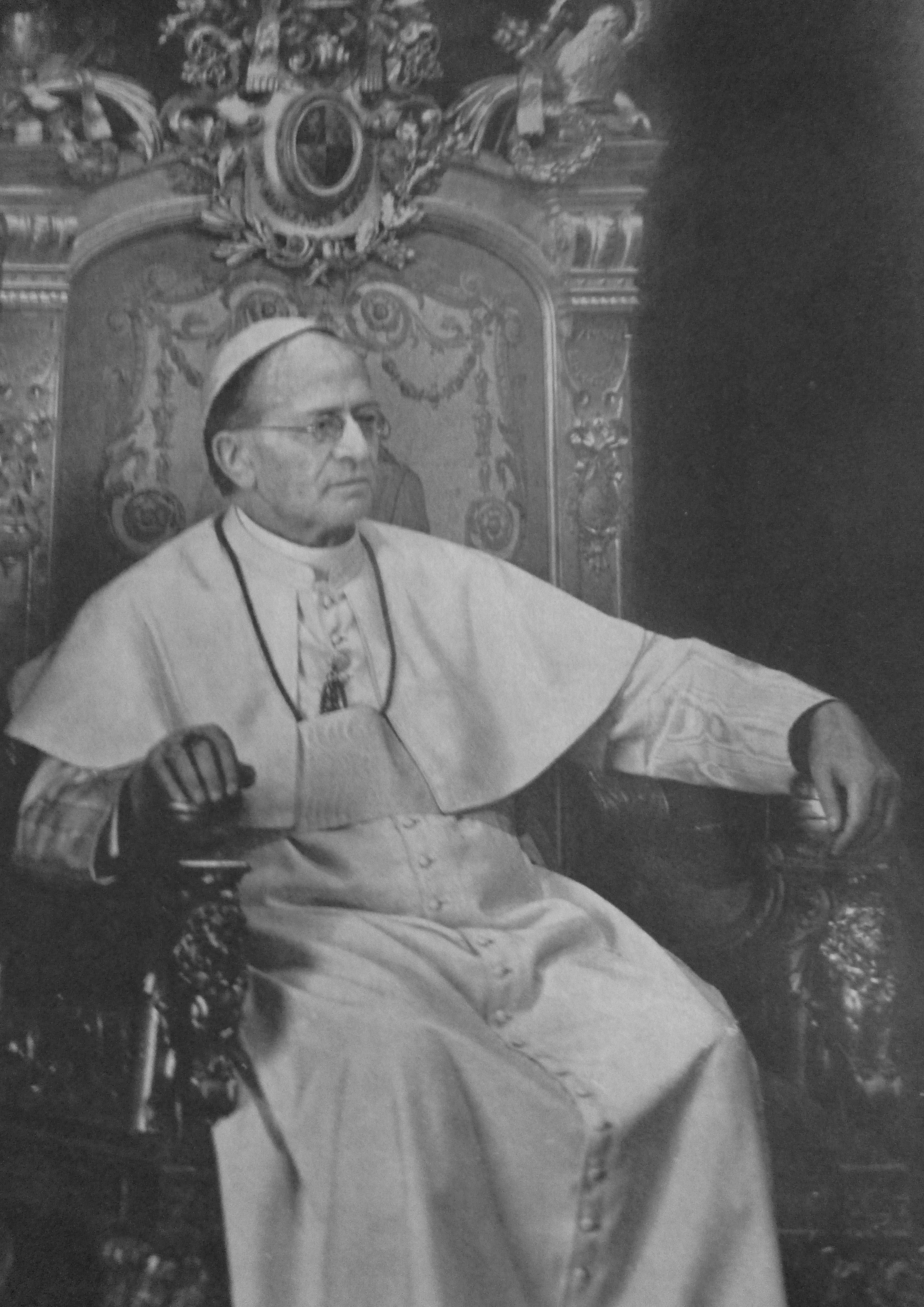
Le pape Pie XI le 6 février 1939.

L’Action catholique de la jeunesse belge (A.C.J.B.) constitue un sous-groupe de l’Action catholique. En 1921, le chanoine Abel Brohée ainsi que l’abbé Louis Picard mettent sur pied l’Action catholique de la jeunesse belge (A.C.J.B.), soutenus par le cardinal Mercier. Cette association laïque est subordonnée à la hiérarchie de l'Église.

## Historique

### Contexte: l'action catholique
L'Action catholique, de par son caractère « strictement religieux et apolitique », se définit comme étant un mouvement établissant la collaboration des laïcs au sacerdoce de l’Église. L’Action catholique a été créée par le pape Pie XI, en Italie, dans un souci de protection des œuvres catholiques contre le fascisme. Elle n’a pas pour objectif le salut individuel mais la rechristianisation de la société.

### Origine et évolution
En 1921, le chanoine Abel Brohée ainsi que l’abbé Louis Picard mettent sur pied l’Action catholique de la jeunesse belge (A.C.J.B.), soutenus par le cardinal Mercier. 
Louis Picard, professeur à Bastogne, inspiré des pensées du chanoine Brohée, donna des conférences notamment dans des cercles d’étude afin d’enseigner l’Action Catholique aux jeunes. La jeunesse, dès le début, fut choisie comme pièce maîtresse du mouvement. En 1910, Il lança le périodique Le Blé qui lève pour divertir « les sociétés estudiantines de vacances ». En 1912, une action sur la jeunesse universitaire se mit en marche et en 1913, il publia L’Effort, un nouveau périodique qui deviendra un des organes du mouvement. Le but de ce journal fut d’ « alimenter en doctrine et en spiritualité les cercles d’études qui se multipliaient pour former une élite militante ». L’abbé Picard en sera le directeur pendant 7 ans. Le centre d’intérêt de ce journal était l’actualité chrétienne, d’abord en Belgique et à Rome puis dans le monde chrétien dans son ensemble.
C’est en 1920 que le mouvement devient populaire et s'accélère. L'A.C.J.B regroupe un ensemble de plusieurs cercles d’études. Par conséquent, le groupe n'est pas homogène mais il amène les différents cercles à se rencontrer, ce qui déplaît à l'abbé Picard.
Le 21 janvier 1921, lors du « Conseil Fédéral de l’A.C.J.B », l’abbé Picard donna la première définition reconnue de son association. « La raison d’être de l’A.C.J.B. est de donner à l’Église et à la Patrie une élite de jeunes catholiques éclairée, généreuse et fortement organisée. Ses moyens sont exprimés par la formule traditionnelle : piété, étude, action. Sa devise est « la Belgique au Christ ». Son insigne : l’épi de blé enlaçant la croix. Son organe « L’Effort », pour les aînés ; pour les jeunes, « Le Blé qui lève ». Ses chefs : Nos Seigneurs les Evêques de Belgique». 
En 1927, après le décès du cardinal Mercier, l’A.C.J.B accepte la division en groupes séparés, et s’occupera de coordonner ces différentes organisations, correspondant chacune à un milieu social particulier.

## Caractéristiques
L'ACJB appartient à l'Action catholique, elle est l'œuvre des jeunes et cherche à toucher l'ensemble de la population.
L'association est constituée des membres des cinq fédérations « homogènes » suivantes : la Jeunesse ouvrière Chrétienne (J.O.C.), la Jeunesse Estudiantine Catholique (J.E.C.), la Jeunesse Indépendante Catholique (J.I.C.), la Jeunesse Agricole Catholique (J.A.C.) et la Jeunesse Universitaire Catholique (J.U.C.). Elle contient également des organismes centraux : le Conseil Général, le Comité Général ainsi que la Commission Centrale de Coordination.